# هملت ۲
هملت ۲ (به انگلیسی: Hamlet 2) فیلمی محصول سال ۲۰۰۸ و به کارگردانی اندرو فلمینگ است. در این فیلم بازیگرانی همچون استیو کوگان، کاترین کینر، ایمی پولر، دیوید آرکت، الیزابت شو، مارشال بل، اسکایلر آستین، ملونی دیاز و نت فکسون ایفای نقش کرده‌اند.